# Audien
Audien, pseudonimo di Nathaniel Rathbun (New London, 11 gennaio 1992), è un disc jockey e produttore discografico statunitense.
Nominato ai Grammy Awards nel 2015 grazie a un remix del singolo dei Bastille Pompeii, nel corso della sua carriera si è esibito in eventi musicali di grande importanza come Tomorrowland e Lollapalooza, oltre a pubblicare un album e vari brani originali e a realizzare remix ufficiali per artisti come Michael Jackson, Justin Bieber, Nick Jonas, Bruno Mars, Coldplay e Halsey.

## Biografia
Audien entra nel mondo della musica nel 2009, anno in cui pubblica il suo singolo di debutto Rise & Shine. Nel corso del 2010 continua a pubblicare altri brani e inizia a realizzare remix di brani musicali. A partire dal 2011 inizia a collaborare con major discografiche come Armada Music, creando remix ufficiali di brani realizzati da artisti già affermati come Ferry Corsten. Nel 2012 pubblica un remix ufficiale di As Long as You Love Me di Justin Bieber e Big Sean via The Island Def Jam, in chiave dubstep. Negli anni successivi continua a pubblicare materiale inedito e remix di brani già editi, tra cui un remix ufficiale di Treassure di Bruno Mars pubblicato via Atlantic Records. Nel 2014 si esibisce al festival Tomorrowland e realizza un remix di Slave to the Rhythm di Michael Jackson pubblicato via Sony Music.
Nel 2015 firma un contratto con la casa discografica Astralwerks e pubblica l'EP Daydreams. Sempre nel 2015 ottiene una nomination ai Grammy Awards per un remix di Pompeii dei Bastille realizzato l'anno precedente. Pubblica inoltre il brano Insomnia, con cui raggiunge la vetta della Dance Club Songs stilata da Billboard. Lo stesso risultato viene ottenuto con la successiva collaborazione con i Lady Antebellum Something Better. Nei mesi successivi intraprende l'Audacity Tour e una residency al Marquee di Las Vegas. Nel 2016 si esibisce nel corso del festival Lollapalooza, oltre ad esibirsi in un'ulteriore residency a Las Vegas.
Nel 2017 collabora con il cantante MAX nel singolo One More Weekend e intraprende il tour statunitense Feels Trip. Sempre nel 2017 pubblica il suo secondo EP via Astralwerks, Some Ideas. Nel 2019 pubblica il suo primo album Escapism in maniera indipendente. Sempre nel 2019 realizza un remix ufficiale di Giant di Calvin Harris e Rag'n'Bone Man. Nel 2021 firma un contratto discografico con Armada Music.

## Discografia (parziale)

### Album
- 2019 – Escapism

### EP
- 2010 – Transition
- 2011 – Nightfall / Daybreak
- 2015 – Daydreams
- 2017 – Some Ideas

### Remix
- 2011 – Punk di Ferry Corsten
- 2011 – Medellin di Aly & Fila e Activa
- 2012 – As Long as You Love Me di Justin Bieber feat. Big Sean
- 2013 – Together We Are di Arty
- 2013 – Treasure di Bruno Mars
- 2013 – This Is What It Feels Like di Armin van Buuren feat. Trevor Guthrie
- 2014 – Pompeii di Bastille
- 2014 – Revolution di R3hab, NERVO e Ummet Ozcan
- 2014 – Slave to the Rhythm di Michael Jackson
- 2015 – Chains di Nick Jonas
- 2016 – Adventure of a Lifetime di Coldplay
- 2016 – Colors di Halsey
- 2017 – Jump di Van Halen
- 2017 – All my Love di Cash Cash
- 2019 – Giant di Calvin Harris feat. Rag'n'Bone Man
- 2022 – Dropout Boulevard di Sekai no Owari